# سبتر أنترنشونال
Zepter International هي مؤسسة سويسرية للسلع الاستهلاكية، تنتج وتبيع وتوزع السلع الاستهلاكية من خلال البيع المباشر ومن خلال المتاجر. يتم تصنيع منتجات سبتر في سبعة مصانع في ألمانيا وإيطاليا وسويسرا.
تأسست في لينز، النمسا في عام 1986 من قبل مؤسسها فيليب سبتر، رجل أعمال من جمهورية يوغوسلافيا الاتحادية الاشتراكية (صربيا اليوم).

## تاريخ
في الثمانينيات، غادر فيليب سبتر وزوجته بلغراد وانتقلوا إلى النمسا. هناك، عمل سبتر كموزع لشركة تصنيع أدوات المطبخ الألمانية "AMC International AG" وسرعان ما أصبح أحد المديرين التنفيذيين للشركة. بعد خمس سنوات من العمل في "AMC International AG"، اخترع غطاء أواني خاص وحصل على براءة اختراع باسم «أواني Zepter». في عام 1986، أسس Zepter مع زوجته "Zepter International" وفي السنوات التالية حقق طفرة في السوق.
بدأت شركة Zepter International في توزيع أواني الطهي وأدوات المائدة المصنوعة من الفولاذ المقاوم للصدأ في جميع أنحاء العالم، والتي تم تصنيعها في مصنعها الخاص في ميلانو، إيطاليا منذ عام 1990. في عام 1996، استحوذت شركة سبتر المجموعة شركتين، ومقرها في سويسرا، وبالتالي تشعبت إلى أسواق الأجهزة الطبية العلاج بالضوء (عن طريق شراء BIOPTRON AG، فولراو ومستحضرات التجميل (من خلال Intercosmetica نيوشاتل SA، نوشاتيل).
بعد هذه الاستثمارات انتقل المقر الرئيسي للشركة إلى سويسرا. في وقت لاحق تم تأسيس "Zepter Finance Holding AG"، حيث تقدم خدمات في مجالات المعاشات الخاصة والرعاية الصحية والتأمين والممتلكات. اعتبارًا من عام 2016، تعمل "Zepter International" في أكثر من 60 دولة حول العالم. في يونيو 2017، احتفلت الشركة بالذكرى السنوية الثلاثين لتأسيسها.
سبتر مصر
تم اعلان تأسيس شركة Zepter Egypt كشركة مساهمة مصرية تتبع قانون الشركات المصري رقم 159 لعام 1981

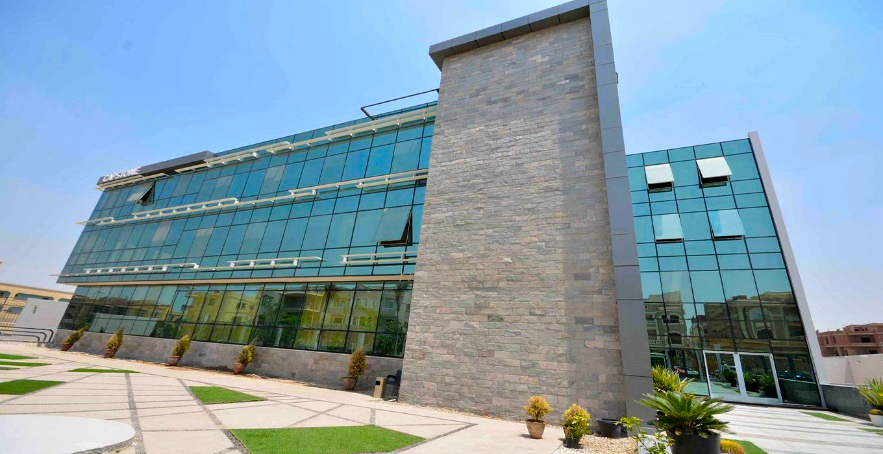
المبني الأداري لسبتر مصر

بدأت ممارسة نشاطها الفعلي عام 2006 من مقرها الأول بمدينة القاهرة – حي مصر الجديدة من امام قصر البارون
في العام نفسه تم افتتاح فرع الشركة الأول بالمهندسين تبعه عام 2007 فرعي مدينة نصر والإسكندرية، ثم شيراتون عام 2009، المعادي 2011، اما عام 2012 فكان افتتاح الشركة لأفرعها الثلاث بكل من مدينة طنطا واكتوبر والرحاب، ويأتي فرع المنصورة عام 2013 وأخيرا فرع بورسعيد عام 2016، وتبلغ اجمالي مساحة الأفرع حوالي 4000 م2، وأخيراً مخزن الشركة الرئيسي بالتجمع الخامس وتبلغ مساحته نحو 1860 م2
انتقل مقر الشركة الرئيسي عام 2016 من منطقة مصر الجديدة إلى المبنى الإداري الذي تمتلكه بالتجمع الخامس «المنطقة الخامسة» وهو ما يعرف بـ Zepter Building والمُقام على مساحة من الأرض مقدارها محو 2200 متراً مربعاً والمبنى يشغل مساحة 850 م2 يتكون من أدور ثلاثة مساحة كل منها 850 م2 وطابق تحت الأرض "Basement" به قاعة اجتماعات كبيرة وجراج بكامل مساحة الأرض وأخير الدور الأخير "Roof"
تتكون الإدارة العليا لشركة سبتر إنترناشيونال إيجيبت من كل من
| السيد/ لبيب زعترة               | السيد/ احمد عمر                       | السيدة/ حنان رضوان               |
| المدير العام ورئيس مجلس الإدارة | نائب رئيس مجلس الإدارة والعضو المنتدب | المدير التنفيذي للتسويق المبيعات |

متجر Zepter في موناكو
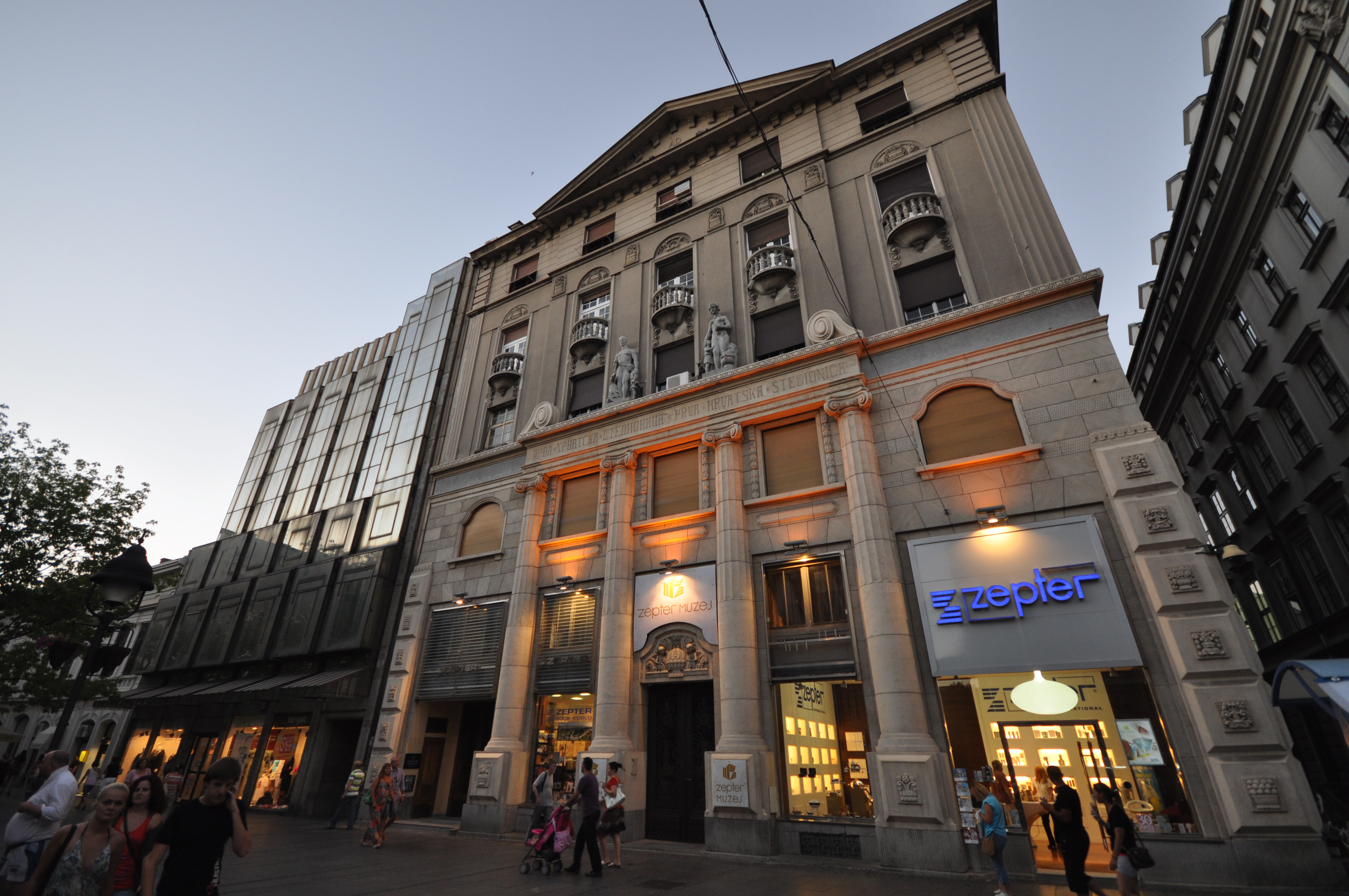
متحف سبتر في بلغراد